# Lasson (Yonne)
Lasson es una localidad y comuna francesa situada en la región de Borgoña, departamento de Yonne, en el distrito de Avallon y cantón de Flogny-la-Chapelle.

## Demografía
| 407 | 386 | 411 | 360 | 380 | 380 | 364 | 376 | 377 | 385 | 367 | 361 | 353 | 351 | 319 | 306 | 290 | 281 | 273 | 248 | 210 | 208 | 211 | 198 | 206 | 193 | 176 | 163 | 156 | 147 | 127 | 140 | 141 |
| Para los censos de 1962 a 1999 la población legal corresponde a la población sin duplicidades (Fuente: INSEE [Consultar]) |     |     |     |     |     |     |     |     |     |     |     |     |     |     |     |     |     |     |     |     |     |     |     |     |     |     |     |     |     |     |     |     |